# 赫利普西米·庫爾舒迪安
赫利普西米·庫爾舒迪安（1987年7月27日—）是一名亞美尼亞舉重運動員，曾代表國家參加2012年倫敦奧運的75公斤以上級舉重比賽，原本獲得一面銅牌，後來因禁藥重檢不過關而被取消成績。